# Geschützter Landschaftsbestandteil Teiche mit Verlandungszonen und Gehölzstrukturen
Der Geschützte Landschaftsbestandteil  Teiche mit Verlandungszonen und Gehölzstrukturen mit einer Flächengröße von 1,01 ha liegt nordöstlich von Wennigloh im Stadtgebiet von Arnsberg im Hochsauerlandkreis. Die Fläche wurde 1998 mit dem Landschaftsplan Arnsberg durch den Kreistag des Hochsauerlandkreises als Geschützter Landschaftsbestandteil (LB) ausgewiesen. Er hatte eine Flächengröße von 0,7 ha. 2021 wurde der LB bei der Neuaufstellung des Landschaftsplans erneut ausgewiesen und dabei vergrößert.

## Beschreibung
Beim LB handelt es sich um stark verlandete Teiche die von einem Rinnsal durchflossenen werden. Die Teiche sind fast vollständig von einem Röhricht bewachsen. Das Rinnsal ist im gesamten Verlauf von einem gut strukturierten Ufergehölzstreifen gesäumt.  
Der Landschaftsplan führte 1998 zum LB aus: „Lokale Bedeutung für die Belebung und Gliederung des Landschaftsbildes; Gebiet mit faunistischer Bedeutung.“
Als zusätzliche Entwicklungsmaßnahme wurde festgesetzt, dass die Teiche bei fortschreiten der Verlandung teilflächig zu entschlammen sind.

## Schutzgrund, Verbote und Gebote
Der Geschützte Landschaftsbestandteile haben laut Landschaftsplan eine besondere Funktion für die Gliederung und Belebung des Landschaftsbildes bzw. des umgebenden Offenlandes. Es kommt solchen Objekten in der Regel eine erhöhte Bedeutung als Bruthabitat für Hecken- und Gebüschbrüter zu. Laut Landschaftsplan sind Geschützte Landschaftsbestandteile im Plangebiet durch seinen eigenständigen Charakter deutlich von der sie umgebenden „normalen“ Wald- und Feld-Landschaft zu unterscheiden.
Wie bei allen LB ist es verboten diese zu beschädigen, auszureißen, auszugraben oder Teile davon abzutrennen oder auf andere Weise in seinem Wachstum oder Erscheinungsbild zu beeinträchtigen. Unberührt ist jedoch die ordnungsgemäße Pflege eines LB.
Das LB soll laut Landschaftsplan „durch geeignete Pflegemaßnahmen erhalten werden, solange der dafür erforderliche Aufwand in Abwägung mit ihrer jeweiligen Bedeutung für Natur und Landschaft gerechtfertigt ist.“